# Chicago, Rock Island and Pacific Railroad (2017)
Die 2017 gegründete Chicago Rock Island & Pacific Railroad (AAR-reporting mark RILX) ist eine in den US-Bundesstaaten Mississippi und Kansas im Schienengüterverkehr als switching railroad sowie als Betreiber kommunaler Gleisinfrastruktur tätige Bahngesellschaft. Das Unternehmen nutzt den der üblicherweise zu Rock Island Rail verkürzten Namen und die jüngste Fassung der Corporate Identity der von 1851 bis 1984 bestehenden ersten Chicago, Rock Island and Pacific Railroad.

## Geschichte
Nach etwa 15-jähriger Tätigkeit für die Union Pacific und Canadian National (CN) begann Robert J. Riley um 2010, Rangierdienste für Anschlussbahnen anzubieten. 2017 erwarb er die Rechte an der Firmenbezeichnung Chicago, Rock Island and Pacific Railroad samt deren zwischen 1974 und 1980 genutzter „The Rock“-Marke und meldete unter diesem Namen ein eigenes Unternehmen mit Sitz in Hernando an.

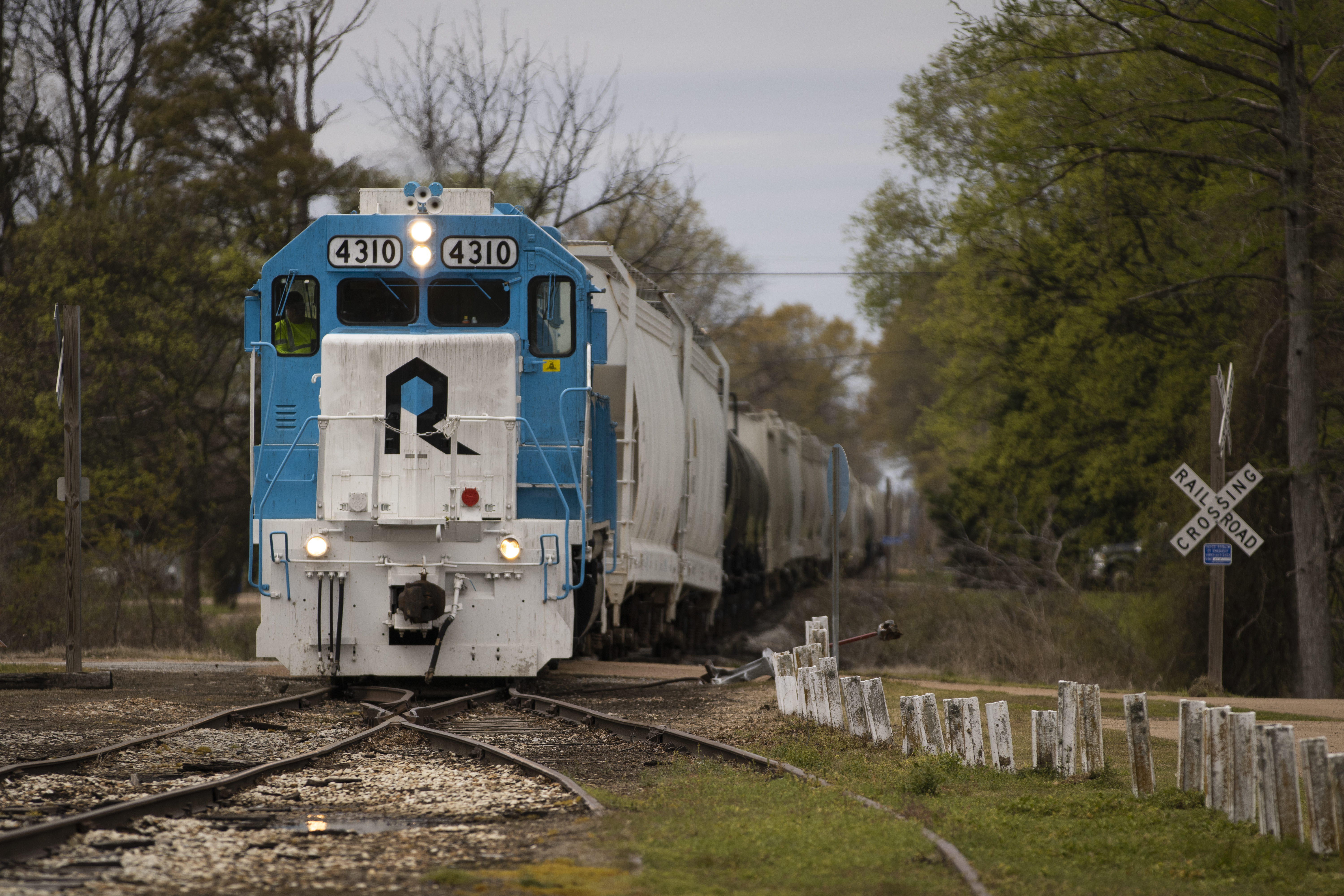
Rock Island-Güterzug, 2021

Anfang 2019 schloss die neue Rock Island Rail mit dem Coahoma County im Nordwesten von Mississippi einen ab 1. März 2019 gültigen, mehrjährigen Vertrag über den Betrieb der kommunalen Bahninfrastruktur mit einer Streckenlänge von etwa 95 km. Das Mietverhältnis zwischen dem County und dem bisherigen Betreiber, der C&J Railroad d.b.a. Mississippi Delta Railroad, wurde zum 8. Februar 2019 beendet. Die Betriebsaufnahme zum 1. März war jedoch nicht möglich, da das Surface-Transportation-Board-Genehmigungsverfahren unter anderem dadurch verzögert wurde, dass Rock Island Rail zunächst teilweise den Vor-Vorgängerbetreiber Gulf and Ohio Railways d.b.a. Mississippi Delta Railroad referenzierte und sowohl die C&J Railroad als auch die CN-Tochtergesellschaft Illinois Central Railroad Widerspruch gegen den Betreiberwechsel einlegten. Nach dem Rückzug des C&J-Widerspruchs und Ablehnung des CN-Widerspruchs wurde ein zweiter Antrag vom 22. Mai 2019 am 7. Juni 2019 genehmigt. Dieser erlaubte der Rock Island Rail den Betrieb auf ca. 0,4 km öffentlicher Eisenbahninfrastruktur in Swan Lake bei Glendora. Auf den übrigen, als nichtöffentliche Infrastruktur (non-common carrier, contract service) eingestuften Gleisanlagen des Counties hatte das Unternehmen bereits am 28. April 2019 die ersten Verkehrsleistungen erbracht. Die auch unter Rock-Island-Rail-Verantwortung als Mississippi Delta Railroad vermarkteten Bahnstrecken wurden seither für den regionalen Güterverkehr, insbesondere jedoch zur Zwischenabstellung von leeren oder beladenen (Storage in transit) Güterwagen genutzt.
Im November 2024 schrieb das Coahoma County turnusgemäß den Betrieb der Bahninfrastruktur aus. Das höchste Gebot mit 126000 US-Dollar für vier Jahre gab die American Services Rail (ASR) ab. Am 10. März 2025 beantragte die ASR beim Surface Transportation Board (STB) die Betriebsübernahme der etwa 0,4 km öffentlicher Eisenbahninfrastruktur in Swan Lake, da ASR vom Coahoma County zum Nachfolger der Rock Island Rail die Mississippi Delta Railroad benannt worden sei. Das STB genehmigte den Betreiberwechsel am 20. März 2025 vorbehaltlich von Einsprüchen frühestens zum 9. April 2025.
Die Rock Island Rail gab 2020 bekannt, die Bahnstrecke zwischen dem im Bolivar County gelegenen Hafen Rosedale am Mississippi und Metcalfe bei Greenville wieder in Betrieb nehmen zu wollen. Der kommunale Hafenbetrieb hatte die Strecke 1981 von der Illinois Central Railroad übernommen und bis 2001 als Great River Railroad betrieben, dann jedoch stillgelegt. Das Bolivar County und die Rock Island Rail schlossen im August 2020 einen Vertrag zur Instandsetzung der Infrastruktur. Im April 2024 erhielten die Eigentümer der Strecke, die Counties Bolivar und Washington, einen Förderbescheid des Bundesstaats Mississippi über 2,6 Millionen US-Dollar für Arbeiten zur Wiederinbetriebnahme.
Am 21. Dezember 2020 registrierte Robert Riley mit der Gulf & Ship Island Railroad LLC eine weitere Firma mit dem Namen einer früheren Bahngesellschaft. Eine Gulf & Ship Island Railroad bestand bereits von 1882 bis 1925. Anfang Mai 2021 gaben das Harrison County und Rock Island Rail bekannt, dass letztere unter dem Namen Gulf & Ship Island Railroad in Zusammenarbeit mit der Kansas City Southern Railway den Bahnbetrieb auf dem Anschlussgleis des Seaway/Bernard Bayou-Industrieparks in Gulfport wieder aufnehmen werde. Die Wiederinbetriebnahme erfolgte im Spätsommer 2021.
Im Februar 2023 beantragte die Ottawa Northern Railroad (ONR), eine neu gegründete Tochtergesellschaft der Rock Island Rail, vor dem Surface Transportation Board die Genehmigung zum Kauf und Betrieb der etwa 18 km langen Strecke von Baldwin City nach Ottawa, die am 9. März 2023 erteilt wurde. Auf der bisher seit 1987 durch die Midland Historical Railway Association (MHRA) gehaltenen Infrastruktur war bis März 2020 unter der Bezeichnung Midland Railway Personenverkehr für Touristen angeboten worden. Die Wiederaufnahme des Tourismusverkehrs unter Regie der ONR erfolgte 2024.

## Infrastruktur
Die als Mississippi Delta Railroad bezeichneten, von 2019 bis 2025 an die Rock Island Rail vermieteten Bahnstrecken des Coahoma Countys haben eine Gesamtlänge von etwa 95 km. Der Abschnitt von Lula über Coahoma, Lyon und Clarksdale nach Dolan ist Teil einer früheren, durch die Louisville, New Orleans and Texas Railway erbauten Verbindung zwischen New Orleans, Vicksburg und Memphis, dessen Fortführung nördlich von Lula bzw. südlich von Dolan nicht mehr existiert. Die Strecke von Clarksdale über Tutwiler und Sumner nach Swan Lake war als Nebenbahn trassiert worden. In Clarksdale sind beide Strecken durch ein Gleisdreieck inmitten ausgedehnter Bahnhofsanlagen verbunden. Von Lula führt ferner eine Nebenstrecke nach Jonestown.
Der von der Ottawa Northern Railroad im Nordosten von Kansas betriebene Streckenabschnitt zwischen Baldwin City und Ottawa ist Teil einer früheren Verbindung von Leavenworth über Lawrence nach Coffeyville. Der etwa 18 km lange verbliebene Teil ist in Ottawa mit dem Netz der BNSF Railway verbunden.

## Verkehr
Die Gulf & Ship Island Railroad bedient verschiedene Gleisanschlüsse und ein Freiladegleise im Seaway/Bernard Bayou-Industriepark in Gulfport. Der Güterwagentausch erfolgt dort mit der Canadian Pacific Kansas City.
In Kansas dient die Strecke der Ottawa Northern Railroad überwiegend zur Zwischenabstellung von Güterwagen und für den Ausflugspersonenverkehr.
Auch die Strecken der Mississippi Delta Railroad nutzte die Rock Island Rail von 2019 bis 2025 vor allem zur Zwischenabstellung von leeren oder beladenen (Storage in transit) Güterwagen. Nach eigenen Angaben konnten bis 2100 Wagen gleichzeitig untergebracht werden. Zudem bot die Rock Island Rail die Bedienung von Gleisanschlüssen sowie die Nutzung von Freiladegleisen in Sumner, Clarksdale und Coahoma an. Der Übergang in das amerikanische Güterverkehrsnetz erfolgte über die Canadian National Railway in Swan Lake.

## Fahrzeuge
Als Triebfahrzeuge stehen der Rock Island Rail mehrere Diesellokomotiven zur Verfügung. Zwei EMD GP38 (Betriebsnummern 4310 und 4373) tragen Lackierung, Beschriftung, Namen und Details wie Türaufkleber der Gadsden flag in Anlehnung an den Zustand von EMD GP38-2-Lokomotiven der Rock Island der 1970er-Jahre. Anfang 2021 wurde auch eine EMD GP15-1-Diesellokomotive (Nummer 1106) entsprechend lackiert. Das Unternehmen besitzt ferner u. a. je eine EMD NW2- und EMD GP30-Lokomotive (Betriebsnummern 767 und 3024), zwei Cabooses und einige eigene Güterwagen.